# Klotullört
Klotullört (Filago vulgaris) är en växtart i familjen korgblommiga växter. 